# Sigurður Ingi Jóhannsson
Sigurður Ingi Jóhannsson (Selfoss, 20 april 1962) is een IJslands politicus voor de Progressieve Partij. Van april 2016 tot januari 2017 was hij premier van IJsland en sinds 2016 partijvoorzitter.
Sigurður was sinds 2009 parlementslid voor zijn partij en sinds 2013 minister van visserij en landbouw. Initieel combineerde hij deze kabinetspost met die van minister van het leefmilieu en de natuurlijke hulpbronnen tot eind 2014 deze laatste positie werd opgenomen door partijgenote Sigrún Magnúsdóttir. 
Op 7 april 2016 werd Sigurður premier van IJsland als opvolger van Sigmundur Davíð Gunnlaugsson omdat de Panama Papers hem en zijn echtgenote betrapt hadden op belastingontwijking. Begin 2017 werd Sigurður opgevolgd door Bjarni Benediktsson van de Onafhankelijkheidspartij.